# Norbert Elias

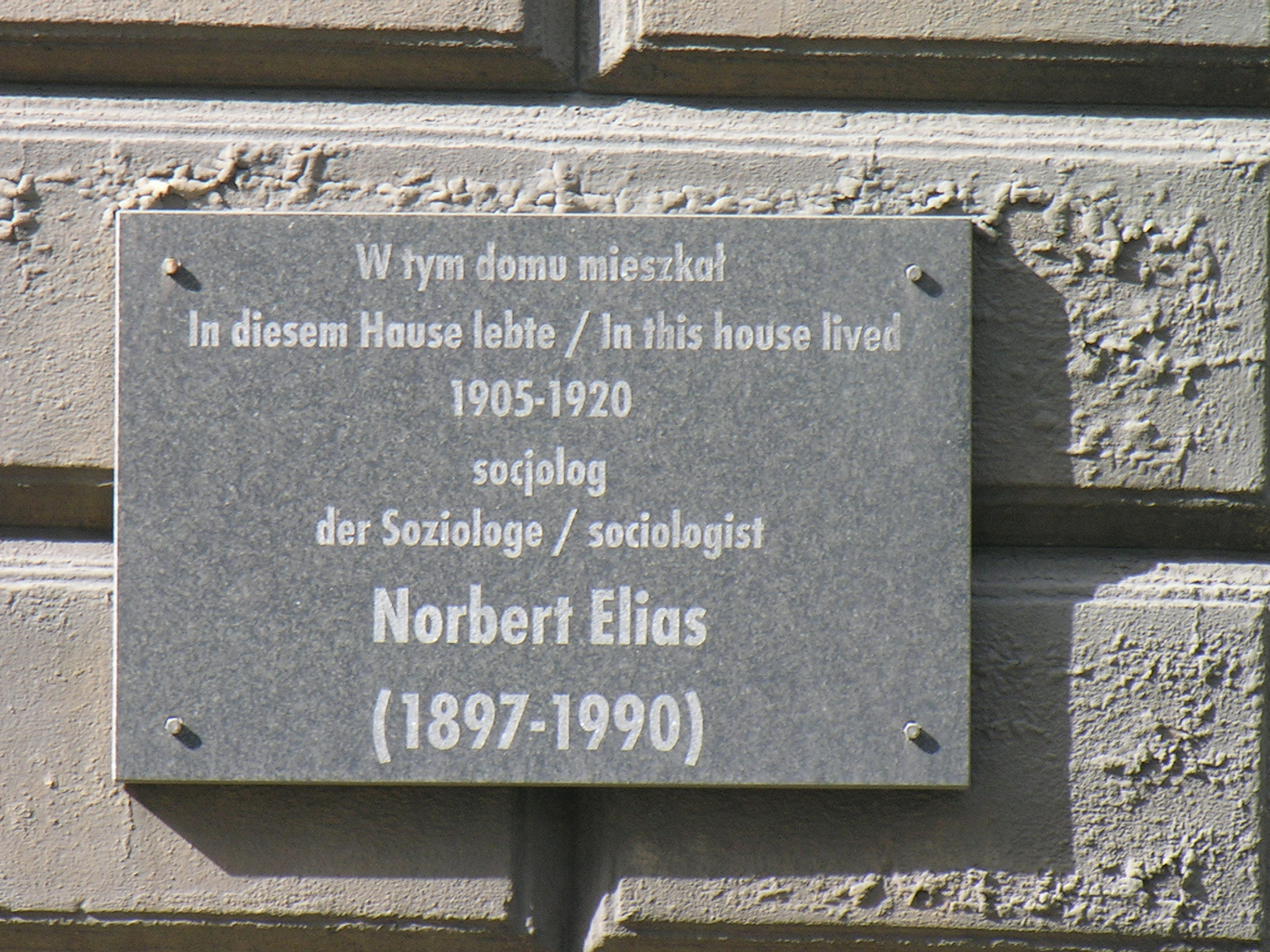
Placa conmemorativa a Norbert Elias en la casa donde vivió en Wroclaw.

Norbert Elias (Breslavia, 22 de junio de 1897-Ámsterdam, 1 de agosto de 1990) fue un sociólogo alemán de cultura judía, cuyo trabajo se centró en la relación entre poder, comportamiento, emoción y conocimiento. Ha dado forma a la llamada «sociología figuracional». Fue poco conocido en el campo académico hasta los años 70, cuando fue «redescubierto». Su trabajo de una sociología histórica puede explicar estructuras sociales complejas sin menoscabo de agencias individuales.

## Datos biográficos y académicos
Entre 1930 y 1933 trabajó como asistente de Karl Mannheim en Fráncfort del Meno, en el mismo edificio en que trabajaban Theodor Adorno y Max Horkheimer. Debido a lo anterior, existe alguna confusión en relación con la influencia que pudo ejercer la escuela de Fráncfort en el pensamiento de Elias.
Tras la llegada del nazismo a principios de 1933, el Instituto Sociológico de Mannheim se vio obligado a cerrar. La tesis de habilitación ya presentada titulada Der höfische Mensch (El hombre de la Corte) nunca se aceptó formalmente y no fue publicada hasta 1969. En Alemania, participó activamente en el Movimiento Sionista Alemán. En 1933 Elias huye a París. Sus padres, ancianos, se quedan en Breslavia, donde su padre muere en 1940; su madre fue deportada al campo de concentración de Theresienstadt, y el 29 de septiembre de 1942 fue transferida al campo de concentración de Treblinka donde fue asesinada.
Elias Impartió clases en universidades de Inglaterra (principalmente en la Universidad de Leicester),  Ghana, Alemania y Holanda; entre sus alumnos se cuenta al sociólogo inglés Anthony Giddens pero su principal heredero ha sido Eric Dunning. Escribió también obras poéticas y narrativas entre las que se cuenta La balada del Jacob pobre, inspirada en una experiencia real de persecución y desprecio, la suya. De alguna manera, la «deconstrucción» que su pensamiento supone para con las lógicas modernas —naturalizadas socialmente— tiene que ver con la experiencia; al igual que como Hannah Arendt se preguntó por las bases de la humanidad.
Se puede ver un tributo en parte de su perfil disciplinario a cierta facción del pensamiento judío cercano al sionismo clásico (Leo Löwenthal, Gershom Scholem) aunque con matices.[cita requerida]

## Pensamiento
Elías afirma que «para comprender la sociología hay que ponerse previamente en situación de [...] hacerse cargo de uno como una persona entre otras». Sin embargo, con mucha frecuencia el individuo, a la hora de reflexionar sobre la sociedad, se representa aislado de ella, como si hubiera un abismo insalvable que lo separa del resto de las personas y solo estuviera observando objetos independientes e incluso opuestos a él. Nuestro lenguaje y nuestros conceptos favorecen este tipo de reflexiones sino la originan, ya que suelen cosificar lo que nos rodea. La escuela, la familia, el estado, la sociedad, son representados como una fuerza que nos oprime... como si fueran objetos mágicos (inexplicables) que actúan sobre nosotros. Por esto, Elías considera que la sociología debe despojarse de estas maneras de reflexionar y propone que se represente a la sociedad, la familia, el estado, etc., como redes de individuos que se afectan unos a otros.
Su obra más conocida es El proceso de la civilización (1939), trabajo en el cual hace un análisis de la evolución de las sociedades europeas desde la época medieval hasta el proyecto moderno e ilustrado. Este trabajo reflexiona sobre el carácter de lo público y lo privado, la represión, tabúes y la cultura desde un modelo que trabaja una tríada entre Karl Marx, Sigmund Freud y Max Weber. Se divide en dos capítulos; que termina en una suerte de psicoanálisis del Viejo Mundo. Varios de sus trabajos sobre el deseo y la represión, de manera historiográfica, anuncian en parte el trabajo que posteriormente realizó Michel Foucault. 
Para Elías el proceso civilizatorio se basa en la transformación de la personalidad, de las identidades y hábitos que hacen a la construcción social y cultural, que  suscita el proceso de modernización.

### El mundo social es una red
El problema que plantea Elías es la relación individuo-sociedad y qué comportamientos forman parte de cada uno. Plantea que la sociología debe hacer una reelaboración de conceptos y terminologías para lograr una representación más ajustada de la realidad, ya que esta es necesaria. Esta «revolución copernicana» que la sociología debe llevar a cabo es la de quebrar esa imagen egocéntrica y suplantarla por una visión de individuos interdependientes, terminar con la fachada de conceptos cosificadores que no permiten que las personas tengan una clara comprensión de su propia vida social y que plantean que la sociedad está compuesta de figuras externas al yo, al individualismo singular el cual esta simultáneamente rodeado por la sociedad y separado de ella por una barrera invisible. La mirada sociológica de Elías permite vincular los proceso micro sociales  con los niveles macro sociales 
Plantea sustituir esta visión por una en la cual no somos cosas sino individuos ligados unos a otros del mundo más diverso constituyendo entramados de interdependencia con fines e intenciones recíprocas. Es decir una «des cosificación».
Es defensor de la mirada interdisciplinaria , para analizar la relación entre individuo y sociedad. Critica de manera profunda las divisiones tradicionales de las ciencias sociales, observa que es imposible poner límites  entre cada una de las áreas de conocimiento.

### Presión social y cosificación
Esta revolución implica un cambio de perspectiva en donde debemos superar puntos de vista naturalizados, solidificados en el tiempo y reconocernos como parte del mundo social, superando así el pensamiento de sentido común. Es necesario reconocer la presión que ejercen sobre nosotros "las figuras sociales" que consideramos representaciones.
Esta presión se explica automáticamente porque confiere a las figuras sociales una "existencia", una objetividad, fuera y más allá de los individuos que la constituyen. Esta cosificación de las figuras sociales conduce a una "metafísica de las figuras sociales", en donde tendemos a deshumanizarlas, algo que en última instancia proviene de la experiencia que los individuos fueron acumulando de su relación con la naturaleza.
En las sociedades premodernas, explica Elias, había un predominio del pensamiento antropomórfico animista en donde se interpretaba y explicaba los acontecimientos naturales como continuidad y proyección de lo humano, que luego con el avance científico, fue reemplazado por explicaciones realistas procurando establecer causas y efectos sobre el mundo natural. 
Para Elías la tarea de la sociología es "emancipar", para lo cual es necesario reconocer que las coacciones sociales son coacciones que el hombre ejerce sobre sí mismo y hay que dar cuenta de los hechos sociales y liberar las ataduras de los modelos estáticos que plantean una naturalización como en el caso del lenguaje que "naturaliza lo social" lo cosifica como si la realidad fuera algo ajeno al hablante, cuando en realidad este está delimitado por una condición sociohistórica y no un modelo de la ciencia natural, ya que esto se nos quiere hacer creer para que no nos cuestionemos las cosas y que las tomemos como naturales, debemos liberarnos de estas ataduras y desarrollar la terminología que más se ajuste a las figuraciones sociales, ya que solo así podremos acceder a un pensamiento más ajustado a la realidad.

### Deporte y violencia
En Quest for Excitement. Sport and Leisure in the Civilizing Process (en coautoría con Eric Dunning, Quest for Excitement. Sport and Leisure in the Civilizing Process. Oxford: Blackwell, 1986), Norbert Elias considera que existe una ruptura entre las prácticas antiguas muy violentas y el deporte moderno reglamentado. Esta tesis ha sido puesta en tela de juicio por varios estudios, entre ellos Rompez les lances! Chevaliers et tournois au Moyen Âge y Le Spectacle des joutes. Sport et courtoisie à la fin du Moyen Âge (El espectáculo de las justas. Deporte y cortesía en la Baja Edad Media), que demuestran que los juegos físicos anteriores al deporte en la Edad Media ya contaban con múltiples sistemas de control de la violencia.

## Premios
- 1977 - Premio Theodor W. Adorno (Theodor W. Adorno Preis) de la ciudad de Fráncfort del Meno (Alemania))
- 1987 - Premio europeo Amalfi de sociología y ciencias sociales por Die Gesellschaft der Individuen.

## Obra
- 1939: Über den Prozeß der Zivilisation. Soziogenetische und psychogenetische Untersuchungen. Basilea: Verlag Haus zum Falken.
- 1965 (con John L. Scotson): The Established and the Outsiders. A Sociological Enquiry into Community Problems, Londres: Frank Cass (Or. inglés).
- 1969: Die höfische Gesellschaft. Untersuchungen zur Soziologie des Königtums und der höfischen Aristokratie (basada en su habilitación de 1933). Neuwied/Berlín: Luchterhand.
- 1970: Was ist Soziologie?. Múnich: Juventa.
- 1982: Über die Einsamkeit der Sterbenden in unseren Tagen, Fráncfort del Meno: Suhrkamp.
- 1982 (ed. con Herminio Martins y Richard Whitley): Scientific Establishments and Hierarchies. Sociology of the Sciences Yearbook 1982, Dordrecht: Reidel.
- 1983: Engagement und Distanzierung. Arbeiten zur Wissenssoziologie I, ed. por Michael Schröter, Fráncfort del Meno: Suhrkamp.
- 1984: Über die Zeit. Arbeiten zur Wissenssoziologie II, ed. por Michael Schröter, Fráncfort del Meno: Suhrkamp.
- 1985: Humana conditio. Betrachtungen zur Entwicklung der Menschheit am 40. Jahrestag eines Kriegsendes (8. Mai 1985), Fráncfort del Meno: Suhrkamp.
- 1986 (con Eric Dunning): Quest for Excitement. Sport and Leisure in the Civilizing Process. Oxford: Blackwell.
- 1987: Die Gesellschaft der Individuen, ed. por Michael Schröter, Fráncfort del Meno: Suhrkamp. (Original 1939).
- 1987: Los der Menschen. Gedichte, Nachdichtungen, Fráncfort del Meno: Suhrkamp.
- 1989: Studien über die Deutschen. Machtkämpfe und Habitusentwicklung im 19. und 20. Jahrhundert, ed. por Michael Schröter, Fráncfort del Meno: Suhrkamp.
- 1990: Über sich selbst, Fráncfort del Meno: Suhrkamp.
- 1991: Mozart. Zur Soziologie eines Genies, ed. por Michael Schröter, Fráncfort del Meno: Suhrkamp.
- 1991: The Symbol Theory. Londres: Sage. (Or. en inglés).
- 1996: Die Ballade vom armen Jakob, Fráncfort del Meno: Insel Verlag (drama).
- 1998: Watteaus Pilgerfahrt zur Insel der Liebe, Weitra (Austria): Bibliothek der Provinz.
- 1999: Zeugen des Jahrhunderts. Norbert Elias im Gespräch mit Hans-Christian Huf, ed. por Wolfgang Homering, Berlín: Ullstein. (Entrevista).
- 2002: Frühschriften. Fráncfort del Meno: Suhrkamp. (Primeros escritos).
- 2004: Gedichte und Sprüche. Fráncfort del Meno: Suhrkamp. (Poemas).

### Artículos
- "Studies in the genesis of the naval profession", British Journal of Sociology, 1(4) 1950: 291–309. (en inglés)
- "Problems of involvement and detachment", British Journal of Sociology, 7(3) 1956: 226–252. (en inglés)
- "Sociology of knowledge: new perspectives. Part One", Sociology, 5(2): (1971): 149–168. (en inglés)
- "Sociology of knowledge: new perspectives. Part Two", Sociology, 5(3): (1971): 355–370. (en inglés)
- "Theory of science and history of science: comments on a recent discussion", Economy & Society, 1(2): (1972): 117–133. (en inglés)
- "The Civilizing Process revisited: interview with Stanislas Fontaine", Theory & Society, 5: (1978): 243–253. (en inglés)
- "On transformations of aggressiveness", Theory & Society, 5(2): (1978): 229–242. (en inglés)
- "Civilization and Violence: on the state monopoly of violence and its infringements". Telos, 54 (Winter 1982–83): 134–154. (en inglés)
- "The retreat of sociologists into the present", Theory, Culture & Society, 4: (1987): 223–247. (en inglés)
- "On human beings and their emotions: a process-sociological essay", Theory, Culture & Society, 4(2–3): (1987): 339–361. (en inglés)
- "The changing balance of power between the sexes – a process-sociological study: the example of the Ancient Roman state", Theory, Culture & Society, 4 (2–3): (1987): 287–316. (en inglés)
- "The Symbol Theory: An Introduction, Part One", Theory, Culture & Society, 6(2): (1989): 169–217. (en inglés)
- "Technization and civilization", Theory, Culture & Society, 12(3): (1995): 7–42. (en inglés)
- "Towards a theory of social processes", British Journal of Sociology, 48(3): (1997): 355–383. (en inglés)
- "Power and Civilisation", Journal of Power, 1(2): (2008): 135–142. (en inglés)

### Obra en español
- La sociedad cortesana, México, FCE, 1982.
- Sociología fundamental, Barcelona, Gedisa, 1982.
- La soledad de los moribundos, México, FCE, 1987.
- El proceso de la civilización. Investigaciones sociogenéticas y psicogenéticas, México, FCE, 1988.
- Sobre el tiempo, México, FCE, 1989.
- La sociedad de los individuos: ensayos, Barcelona, Península, 1990.
- Deporte y ocio en el proceso de la civilización, México, FCE, 1992, con Eric Dunning.
- Teoría del símbolo: un ensayo de antropología cultural, Barcelona, Península, 1994.
- Conocimiento y poder, Madrid, Ediciones de la Piqueta, 1994.
- Mi trayectoria intelectual, Barcelona, Península, 1995. Nueva edición: Madrid, Editorial Irrecuperables, 2023.
- La civilización de los padres y otros ensayos, Santa Fe de Bogotá, Norma, 1998.
- Los alemanes, México, Instituto Mora, 1999.
- Humana conditio: consideraciones a la evolución de la humanidad, Barcelona, Península, 2002.
- Compromiso y distanciamiento., Barcelona, Península, 2002.
- Mozart. Sociología de un genio, Barcelona, Península, 2002.
- Establecidos y marginados. Una investigación sociológica sobre problemas comunitarios, México, FCE, 2016, con John L. Scotson.

### Obras sobre Norbert Elias en español
- Leyva, G., ed. (2002). Norbert Elias: legado y perspectivas. México: Universidad Iberoamericana.

- Romero Moñivas, Jesús, Los fundamentos de la sociología de Norbert Elias, Tirant lo Blanch, Valencia 2013.